# Solidaritat Catalana
|  | Aquest article tracta sobre el moviment polític de començament segle XX. Vegeu-ne altres significats a «Solidaritat Catalana (desambiguació)». |

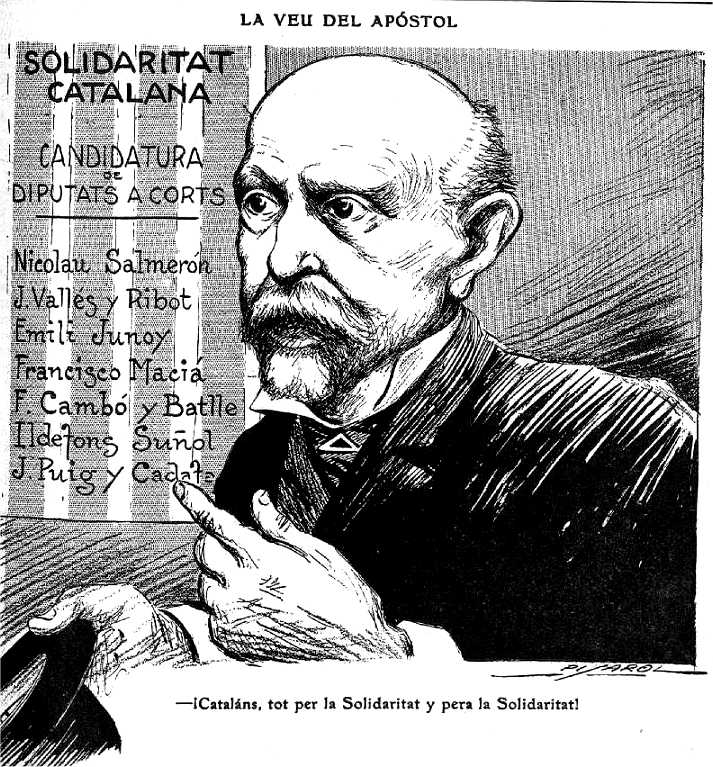
Cartell de la Solidaritat Catalana; candidatura de diputats a corts 1907

La Solidaritat Catalana va ser el primer gran moviment unitari català que va sorgir l'any 1906. Aquest moviment va unir els diversos grups polítics nacionalistes catalans, carlins i republicans, que tenien en comú el seu catalanisme, des de llurs respectives posicions polítiques. Va néixer com a resposta als fets del Cu-Cut i a la Llei de jurisdiccions (de la qual demanaven la derogació) i havia de servir per negociar amb força la transformació de l'estat centralista i aconseguir l'hegemonia política de la burgesia catalana. El programa polític comú que van elaborar es coneix com a "Programa del Tívoli", ja que va ser llegit al teatre del Tívoli el 14 d'abril de 1907.
El seu dirigent era Enric Prat de la Riba, fundador de l'Institut d'Estudis Catalans (juny del 1907) i creador de la Mancomunitat de Catalunya (6 d'abril de 1914). Les eleccions del 21 d'abril de 1907 es van celebrar després d'una violenta campanya electoral que va acabar amb un atemptat lerrouxista a Hostafrancs (Barcelona) contra Francesc Cambó (Lliga Regionalista) i Nicolás Salmerón (Unió Republicana). El dia de les eleccions, la Solidaritat va triomfar arreu de Catalunya i en total va guanyar amb el 67% dels vots i 41 escons dels 44 que s'elegien. Després del triomf del partit a les eleccions provincials i generals del 1907, Enric Prat de la Riba es va convertir en president de la diputació de Barcelona.

## Grups que aplegava
- Lliga Regionalista
- Centre Nacionalista Republicà
- Unió Catalanista
- part d'Unió Republicana
- Republicans federals
- Partit Carlí
- Partit Integrista

## Organització

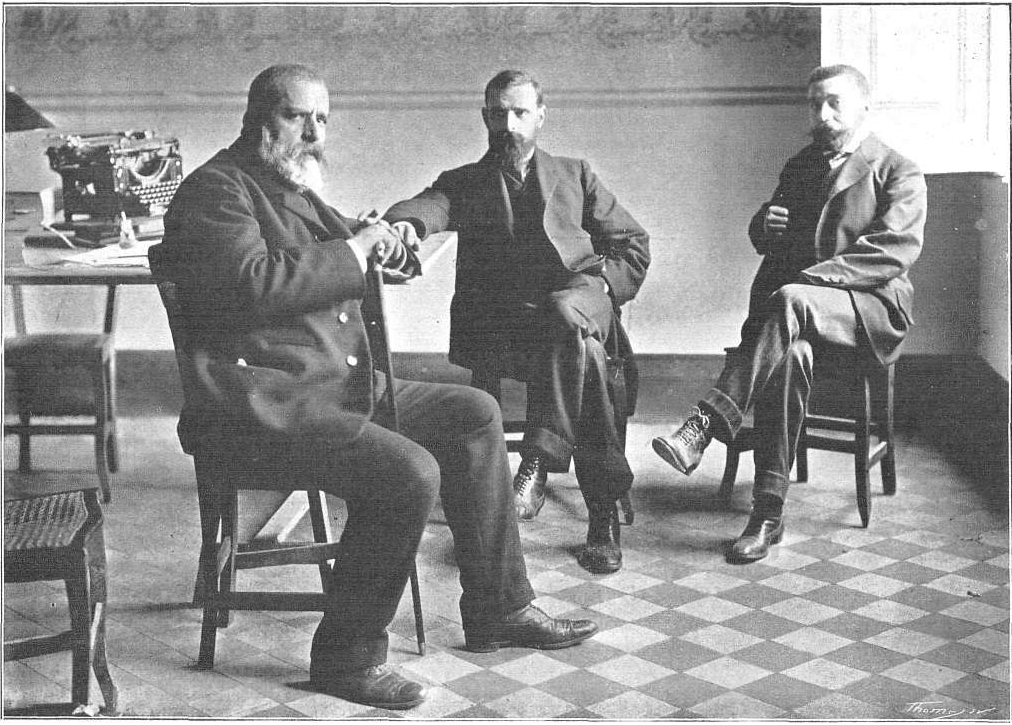
Comissió executiva de la junta de Solidaritat Catalana: Josep Roca i Roca, Francesc Cambó i Miquel Junyent, foto Mas. La Ilustració Catalana, Barcelona, 20 de maig de 1906, any IV, núm. 155. La fotografia va servir també de portada al fullet Solidaritat Catalana (Recort de les festas del homenatge), Barcelona 20 de maig de 1906.

Es va crear una comissió executiva formada pel republicà Josep Roca i Roca, pel carlí Miquel Junyent i pel regionalista Francesc Cambó. D'aquesta manera la Solidaritat Catalana apareixia com un ampli front català representat pels diferents sectors socials, malgrat que faltava que s'hi unissin la major part del moviment obrer organitzat: els sindicalistes, els socialistes, els anarquistes i els lerrouxistes. Un dels membres més destacats va ser Albert Bastardas i Sampere.
Joan Torrendell i Miquel dels Sants Oliver van crear en 1907 La Cataluña per difondre el pensament de la Solidaritat Catalana. La revista va cessar el 1914.

## Els opositors de la Solidaritat
La Solidaritat Catalana va fer que els republicans quedessin dividits en solidaris (que van amb la solidaritat) i en antisolidaris (que en discrepen), divisió que s'aprofundeix en desembre del 1906 quan les assemblees de les quatre províncies catalanes d'Unió Republicana aproven les tesis solidaries. Els lerrouxistes i els altres partits monàrquics van ser els principals atacants de la Solidaritat. Els seus discursos eren anticatalanistes i anticlericals (en el cas dels lerrouxistes).

## Crisi (1907-1908)
Quan eren al poder es van manifestar les diferències dels grups solidaris. Això va fer que no s'acabessin d'entendre en les decisions polítiques i que quan es van convocar eleccions parcials el 1908, (amb les quals es cobrien vacants per mort o renúncia), van guanyar els lerrouxistes. Els partits que formaven la lliga solidària es van separar, i ja a les eleccions provincials de 1909 es van presentar per separat. Després d'aquesta experiència van quedar molt clares les diferències entre les dues grans branques del catalanisme: els partits de dreta regionalista i pactista i els de l'esquerra nacionalista i republicana.